# Philodina gregaria
Philodina gregaria är en hjuldjursart som beskrevs av Murray 1910. Philodina gregaria ingår i släktet Philodina och familjen Philodinidae. Inga underarter finns listade i Catalogue of Life.